# Aardschildpadden
Aardschildpadden (Geoemyda) zijn een geslacht van schildpadden uit de familie Geoemydidae. De groep werd voor het eerst wetenschappelijk beschreven door John Edward Gray in 1834.
Er zijn tegenwoordig twee soorten, veel andere soorten schildpadden behoorden vroeger wel tot dit geslacht, maar nu niet meer. Ook bij de huidige soorten is de status echter niet altijd duidelijk. De soort Vijayachelys silvatica werd bijvoorbeeld tot voor kort (2007) tot Geoemyda gerekend. Ook de Sulawesi aardschildpad (Leucocephalon yuwonoi) wordt door sommige biologen nog steeds tot dit geslacht gerekend. Ook enkele andere geslachten van schildpadden worden met aardschildpadden aangeduid.
Aardschildpadden zijn bodembewonend en zijn afhankelijk van oppervlaktewateren maar kunnen ook wat verder van het water worden aangetroffen. De schildpadden komen voor in delen van Azië, de verspreidingsgebieden overlappen elkaar niet.

## Taxonomie
Geslacht Geoemyda
- Soort Japanse aardschildpad (Geoemyda japonica, Japan)
- Soort Spenglers aardschildpad (Geoemyda spengleri, China, Indonesië, Vietnam)